# Bò Ayrshire
Bò Ayrshire là một giống bò sữa từ Ayrshire ở phía tây nam Scotland. Bò trưởng thành Ayrshire nặng từ 450 đến 600 kg (990–1,320 lb). Ayrshire thường có các đốm đỏ và trắng; màu đỏ có thể nằm trong khoảng từ màu cam đến màu nâu đậm. Chúng được biết đến với sự gan lì và khả năng chuyển cỏ thành sữa hiệu quả. Thế mạnh của giống bò ngày nay là những đặc điểm dễ sinh đẻ và kéo dài tuổi thọ.

## Lịch sử
Mặc dù hiện nay họ có nguồn gốc từ Ayrshire, Scotland, nhiều nhà sử học gia súc vật tin rằng giống Ayrshire có nguồn gốc từ Hà Lan. Vào năm 1750, chúng được lai tạo với các giống bò khác, dẫn đến những đốm nâu đặc biệt của chúng. Loài bò được công nhận là một giống riêng biệt của Cao nguyên và Xã hội nông nghiệp vào năm 1814. Nhiều nông dân chăn nuôi bò sữa hiện đại ủng hộ Ayrshire vì tuổi thọ, sự cứng rắn và dễ sinh đẻ của chúng. Những đặc điểm này được cho là đã phát triển do điều kiện khó khăn của môi trường sống bản địa.
Bò Ayrshire lần đầu tiên được đưa đến Hoa Kỳ vào năm 1822, chủ yếu đến Connecticut và các vùng khác của New England. Môi trường tương tự như quê hương Scotland của chúng. Hiệp hội giống Ayrshire Mỹ được thành lập vào năm 1875. Chương trình về sữa Ayrshire đã được phê duyệt, đã cấp giấy phép cho các trang trại sở hữu gia súc Ayrshire, bắt đầu vào những năm 1930. Sữa Ayrshire được xác định là có chất lượng cao hơn so với các giống khác. Ngày nay, gia súc được sở hữu bởi nông dân ở nhiều khu vực của Mỹ, bao gồm cả New York và Pennsylvania.